# 姚之珂
姚之珂（？—？），湖北武昌人，是一名清朝政治人物。
姚之珂曾于1729年接替马任担任南汇县知县一职，1730年由邱闻诗接任。